# Chiesa di San Rocco (Misterbianco)
La chiesa di San Rocco è un edificio religioso, situato nel centro di Misterbianco, fra via fratelli Cairoli e via Giacomo Matteotti. 

## Storia
L'edificio, dedicato originariamente a san Giuseppe, fu costruito in stile barocco intorno al 1770.
Intorno al 1980, in ottemperanza alle norme postconciliari, la chiesa fu dotata dell'altare rivolto verso l'assemblea.

## Descrizione

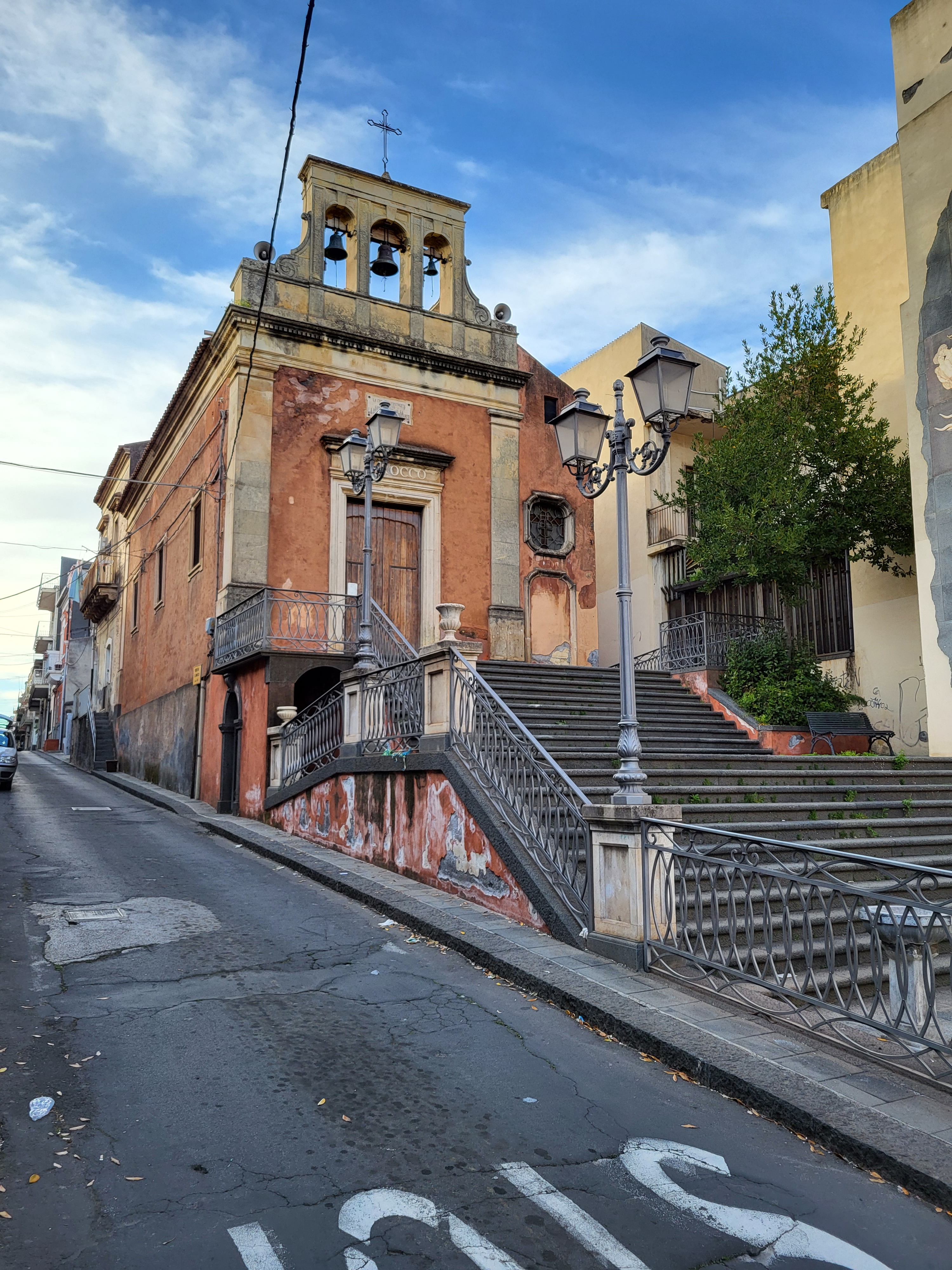
La facciata della chiesa e il lato sud.

La chiesa si staglia su una scalinata in pietra lavica, costruita a seguito di un abbattimento di un vecchio edificio.
La facciata intonacata, delimitata da due lesene tuscaniche a sostegno della trabeazione, è caratterizzata dalla presenza del portale d'ingresso centrale architravato; in sommità si staglia nel mezzo l'ampio campanile a vela, affiancato da due volute alle estremità.
All'interno la semplice navata, coperta da volte a crociera, si conclude sul fondo nel presbiterio absidato, al cui centro è collocato l'altare maggiore marmoreo a mensa.